# Гонсальвес, Хорхе
Хо́рхе Гонса́львес (исп. Jorge Miguel Gonçalves Rojo; род. 2 марта 1967, Монтевидео) — уругвайский футболист, выступавший на позиции защитника в таких клубах, как «Пеньяроль» и мексиканский «Крус Асуль», а также в сборной Уругвая в 1980-е и 1990-е годы. Сын выдающегося защитника «Пеньяроля» и сборной Уругвая 1950-х и 1960-х годов Нестора Гонсальвеса. В настоящий момент работает тренером.

## Биография
Хорхе Гонсальвес дебютировал за «Пеньяроль» в возрасте 19 лет. Именно в этой команде всю свою карьеру провёл его отец, став 9-кратным чемпионом Уругвая и выиграв 3 Кубка Либертадорес. Хорхе выиграл с «ауринегрос» значительно меньше трофеев, чем его отец, но и в его карьере были славные моменты. Так, в 1987 году, то есть уже через год после дебюта, Гонсальвес стал обладателем Кубка Либертадорес, который по сей день является последним в клубном музее «Пеньяроля». В том же году уругвайская команда лишь в дополнительное время уступила в матче за Межконтинентальный кубок «Порту».
В 1988 году Гонсальвес дебютировал в сборной Уругвая, но в главной сборной карьера у защитника не заладилась — вплоть до 1996 года он провёл лишь 9 игр в национальной сборной (однако в восьми из них — в стартовом составе).
Дважды Гонсальвес выигрывал с «Пеньяролем» чемпионат Уругвая — в год дебюта и в 1997 году, после возвращения в команду после пятилетних выступлений за другие команды — мексиканский «Крус Асуль», аргентинский «Феррокариль Оэсте», уругвайские «Ривер Плейт» и «Серро».
По окончании карьеры футболиста стал работать тренером. В сезоне 2007/08 возглавлял «Монтевидео Уондерерс», в следующем сезоне на протяжении трёх матчей возглавлял «Такуарембо», после чего вошёл в тренерский штаб Диего Агирре в «Пеньяроле». В конце февраля 2012 года, после отставки Грегорио Переса из-за неудовлетворительного старта команды в Кубке Либертадорес, был назначен исполняющим обязанности главного тренера «Пеньяроля». Под руководством Гонсальвеса «Пеньяроль» провёл один матч, выиграв у «Белья Висты» 1 марта со счётом 4:1. В следующем матче командой руководил уже официально утверждённый в должности главного тренера Хорхе Да Сильва.

## Достижения
- Чемпион Уругвая (2): 1986, 1997
- Победитель Лигильи Уругвая (3): 1986, 1988, 1997
- Обладатель Кубка Либертадорес (1): 1987